# José Martínez Ruiz
José Augusto Trinidad Martínez Ruíz, pseudonim: Azorín (ur. 8 czerwca 1873 w Monóvar, zm. 2 marca 1967 w Madrycie) – hiszpański pisarz, eseista i krytyk literacki.

## Życiorys
José Martínez Ruiz urodził się w konserwatywnej, zamożnej rodzinie mieszczańskiej. Jego ojciec był prawnikiem z Yecla, matka zaś pochodziła z Petrer. Ruiz był najstarszym z dziewięciorga dzieci. Swoją edukację rozpoczął w szkole podstawowej prowadzonej przez zakon Pijarów w Yecla. Okres ten opisał w swojej autobiograficznej powieści La voluntad. W latach 1888–1896 studiował prawo w Walencji. W tym czasie interesował się anarchizmem. Swoją młodość związał z republikanami, później zaś z konserwatystami. Podczas hiszpańskiej wojny domowej przebywał we Francji. 
Ruiz był przedstawicielem Pokolenia 1898, a zarazem twórcą tego terminu. W roku 1924 wstąpił do Hiszpańskiej Akademii Królewskiej.

## Twórczość
Debiutował w roku 1895, publikując krytyki literackie i radykalne artykuły społeczno-polityczne. Wczesna twórczość Ruiza wykazuje silny wpływ dwóch filozofów niemieckich: Artura Schopenhauera i Fryderyka Nietzschego. W jego twórczości widoczne są właściwe dla całej generacji niepokoje – świadomość przemijania, poczucie rozczarowania i sceptycyzm. Autor opisów Kastylii. Pseudonim "Azorín" przyjął od nazwiska swego literackiego bohatera Antonia Azorína, sceptycznego marzyciela.

## Publikacje
Powieści
- La voluntad (1902)
- Antonio Azorín (1903)
- Confesiones de un pequeño filósofo (1904)
- Don Juan (1922)
- Una hora de España (1924)
- Doña Inés (1927)
- Lo Invisible (1929)
- Angelita (1930)

Eseje
- Castilla (1912)